# Волчков, Александр Анатольевич
Алекса́ндр Анато́льевич Волчко́в (род. 18 июля 1985, Успеновка, Одесская область) — украинский футболист, защитник.

## Игровая карьера
Воспитанник ДЮСШ-11 города Одессы. В основном играет на позиции центрального защитника.
В профессиональных командах начинал играть во второй лиге в командах «Олимпия ФК АЭС» (Южноукраинск), МФК «Николаев», «Бастион» (Ильичёвск). В 2012 году играл в командах первой лиги «Нива» (Винница) и ФК «Одесса».
Весной 2013 года перешёл в «Нистру» (Отачь), с которым заключил контракт на 4 месяца.
В начале июня проходил просмотр в «Волыни», но заключить контракт с командой Премьер-лиги не удалось. После «Волыни» по приглашению Вадима Добижи отправился в Таллинн на просмотр в команду «Калев» из Силламяэ.
В Таллине Волчков заключил контракт с «Левадией». 16 июля 2013 года в составе эстонской команды дебютировал в Лиге Европы. В Таллине «Левадия» принимала румынский клуб «Пандурий» из Тыргу-Жиу. В сезоне 2013 года в высшем дивизионе Эстонии сыграл в 13 матчах, забил 1 гол, тогда же стал чемпион Эстонии. Сезон 2014 года начал во второй команде «Левадии», так как на его место был приобретён балканец. Волчков пытался трудоустроиться в Венгрию и Чехии, но там не сложилось, поэтому летом этого же года был отдан в аренду другому эстонскому клубу «Локомотив». Первый гол за йыхвиский клуб забил в игре 28 тура Премиум Лиги Эстонии, в которой соперником был таллинский клуб «Флора». По окончании сезона покинул «Локомотив». С 29-30 декабря в составе футбольного клуба «Нарва-Транс» принимал участие в зимнем турнире Эстонского футбольного союза.
В январе 2015 года находился на просмотре в ереванском клубе «Арарат», с которым впоследствии подписал контракт.
В июне 2015 года перешёл в «Алашкерт», представляющий Армению в Лиге Европы УЕФА, а в июле оказался уже в молдавском клубе «Заря». Но в середине августа стало известно, что покинул команду, так как не получил разрешения на работу в Молдове. В сентябре был подписан контракт с украинским клубом «Горняк-Спорт».Летом 2016 года перешёл в футбольный клуб «Ингулец». В марте 2017 года заключил на один год контракт с футбольным клубом «Воркута», выступающим в высшей лиге Канады. В этом же сезоне стал чемпионом регулярного сезона Канадской Футбольной Лиги, а в 2018 году стал чемпионом Канадской футбольной лиги.

## Достижения
- Чемпион Эстонии (2): 2013, 2014
- Обладатель Кубка Эстонии (1): 2013
- Чемпион регулярного сезона Канадской Футбольной Лиги (1): 2017
- Чемпион Канадской Футбольной Лиги (1): 2018